# Sjoerd Hoogendoorn
Sjoerd Hoogendoorn (Nieuwegein, 17 febbraio 1991) è un pallavolista olandese, opposto dell'Huizen.

## Carriera

### Club
La carriera di Sjoerd Hoogendoorn comincia nella stagione 2009-10 quando entra a far parte dello Dynamo Apeldoorn, club al quale resta legato per quattro stagioni, vincendo uno scudetto, due Coppe dei Paesi Bassi e la Supercoppa olandese 2010.
Nella stagione 2013-14 si trasferisce alla squadra finlandese del Vammalan di Sastamala, militante in Lentopallon Mestaruusliiga, dove rimane per due annate, vincendo un campionato. Nella stagione 2014-15 viene ingaggiato dall'Argos di Sora, nella Serie A2 italiana, con cui ottiene la promozione in Superlega: tuttavia resta nella stessa divisione nell'annata successiva, vestendo però la maglia dell'Olimpia Bergamo, dove resta per due stagioni.
Per il campionato 2018-19 si accasa alla Sir Safety Perugia, nella Superlega italiana, con cui si aggiudica la Coppa Italia 2018-19 e la Supercoppa italiana 2019; dopo un biennio in terra umbra, nell'annata 2020-21 fa ritorno in patria, nuovamente al club di Apeldoorn, conquistando lo scudetto.
Nel 2021 abbandona la pallavolo professionistica per potersi dedicare al suo percorso di studi in medicina, accasandosi nella formazione del VIVES, con la quale ottiene una promozione dalla terza alla seconda divisione del campionato olandese, finché nel dicembre 2023 viene ingaggiato dall'Huizen, tornando a giocare in Eredivisie per il resto dell'annata.

### Nazionale
Tra il 2008 e il 2009 viene convocato nella nazionale under 19 olandese, tra il 2008 e il 2010 in quella under 20 e nel 2011 in quella under 21.
Nel 2011 ottiene le prime convocazioni nella nazionale maggiore, con cui, nel 2019, vince la medaglia di bronzo all'European Golden League.

## Palmarès

### Club
- Campionato olandese: 1

2009-10
- Campionato finlandese: 1

2013-14
- Coppa dei Paesi Bassi: 2

2009-10, 2010-11
- Coppa Italia: 1

2018-19
- Supercoppa olandese: 1

2010
- Supercoppa italiana: 1

2019

### Nazionale (competizioni minori)
- European Golden League 2019

### Premi individuali
- 2010 - Campionato europeo under 20: Miglior realizzatore